# 梁王培芳
梁王培芳，GBS，SBS，JP（？—），香港前保良局主席，保良局歷屆主席會創會主席，曾任香港女童軍總會總監。祖籍浙江宁波，生于香港。1973年2月19日任命為非官守太平紳士，1998年獲頒授銀紫荊星章，2008年獲頒授金紫荊星章。父親為王統元。媳婦是陳方安生的妹妹陸方寧生的女兒陸介琳。而前財經事務及庫務局局長馬時亨太太王培琪則是其堂妹。

## 外部連結
- 梁王培芳 （页面存档备份，存于）
- 紡織世家：名媛梁王培芳[永久]